# إيبوكإ فوجيتا
إيبوكإ فوجيتا (باليابانية: 藤田 息吹) (30 يناير 1991 في آيتشي في اليابان – )؛ هو لاعب كرة قدم ياباني سابق كان يلعب كلاعب وسط.

## وصلات خارجية
- إيبوكإ فوجيتا على موقع رابطة كرة القدم اليابانية للمحترفين (اليابانية)
- إيبوكإ فوجيتا على موقع قاعدة بيانات كرة القدم.إي يو (الإنجليزية)
- إيبوكإ فوجيتا على موقع Soccerway.com (الإنجليزية)
- إيبوكإ فوجيتا على موقع عالم كرة القدم.نت (الإنجليزية)
- إيبوكإ فوجيتا على موقع كووورة